# スーパーファンタジー文庫
スーパーファンタジー文庫（スーパーファンタジーぶんこ、Super Fantasy Bunko）は、集英社が1991年3月から2001年4月まで刊行していたファンタジー・ライトノベル系の文庫レーベル。

## 概要
コンピュータRPG全盛の時代を反映して、創刊時はいわゆる「剣と魔法」のファンタジー世界を舞台にしたオリジナル作品がラインナップの中心を占めていた。しかし中・後期には和風ファンタジーやSF作品・ミステリなども刊行された。
少数であるが、「孔雀王」や「プリンセス・ミネルバ」など、漫画やアニメ・コンピュータゲームの小説化作品もある。
2000年7月、ファンタジー路線中心の本レーベルに対して、学園小説やスラップスティック系の作品を中心とするスーパーダッシュ文庫が創刊される。以降、両レーベルの併存が模索されたが、本レーベルは2001年4月に休止され、本レーベルが請けもっていたオリジナル・ファンタジー路線もスーパーダッシュ文庫が継承することになった。両レーベルにまたがって継続したオリジナル作品は、一条理希の「サイケデリック・レスキュー」とその続編「D/dレスキュー」のみである。

## 主な作品
2巻以上刊行された作品を中心に挙げる。

### あ行
- アークザラッド（山田桜丸）※ノベライズ
- アーサー王子乱行記（弓原望）
- 愛 -AI-（花衣沙久羅）
- OUTLAW STAR 銀河の竜脈編（千葉克彦）※アニメの外伝作品
- 赤い瞳のシェスタ（霜島ケイ）
- 暗夜鬼譚（瀬川貴次）
- イズミ幻戦記（若木未生）
- 一億光年の魔界（斉藤英一朗）
- 占い師SAKI（七穂美也子）
- エルミア幻想奇譚（荻原一陽）
- 炎雷のレジェンド（青木弓高）
- 王国物語（山崎晴哉）
- オレたちの黄金伝説―ダンス&ゴールド（広井王子）
- オレたちの楽園伝説―ダンス&ゴールド（広井王子）

### か行
- 隠れ里乱世伝（藤川桂介）
- カナリア・ファイル（毛利志生子）
- KINGDOM（七穂美也子）
- 孔雀王 魔霊録（會川昇）
- 国立探偵江戸川乱子（舞阪洸）
- こちらエルフ探偵社（丘野ゆうじ）

### さ行
- 西域暴雲録（藤水名子）
- サイケデリック・レスキュー（一条理希）
- 守護霊シリーズ（柴田明美）
- 小説ウィザードリィ 隣り合わせの灰と青春（ベニー松山）※宝島社から刊行されていたタイトルの再録
- スターウィザード（丘野ゆうじ）
- スターライトシリーズ（火浦功）
- 3×Angel（桶谷顕）
- 星魔バスター（丘野ゆうじ）
- 総司!（山崎晴哉）
- ソウル・ファクトリー（野間ゆかり）

### た行
- 大霊獣（山浦弘靖）
- 堕天戦士（団龍彦）
- 中国神武伝奇（藤水名子）
- 天使たちのラプソディー（松本祐子）
- 東京キングダム（小林弘利）

### な行
- ネオ・エンジェルズ（丘野ゆうじ）

### は行
- ハイランディア（丘野ゆうじ）
- 爆炎CAMPUS ガードレス（あかほりさとる）
- 花咲く帝王の樹々（山田ミネコ）
- ハルマゲドンバスターズ（嬉野秋彦）
- プリンセス・ミネルバ（舞阪洸・レッドカンパニー）※ノベライズ
- PAINKILLER（丘野ゆうじ）
- 地球（ホーム） きみは天使の夢をみる（花衣沙久羅）

### ま行
- 魔神形 ANN&JEEN（友野詳）
- まつら伊世姫（長谷川潤二）
- 魍魎暗躍譚（前田珠子）
- 冥界武侠譚（立原とうや）

### や行
- 倭 -YAMATO- 俺たちの創世記（花衣沙久羅）
- 闇に歌えば（瀬川貴次）
- 夢魂灯黄泉懸橋（矢彦沢典子）

### ら・わ行
- リュウの聖戦（長谷川潤二）